# جورج آرشي
جورج آرشي (بالإنجليزية: George Archie)‏ هو لاعب كرة قاعدة أمريكي، ولد في 27 أبريل 1914 في ناشفيل في الولايات المتحدة، وتوفي بنفس المكان في 20 سبتمبر 2001.

## وصلات خارجية
- جورج آرشي على موقعبيزبول رفرنس.كوم (الدوري الرئيسي) (الإنجليزية)